# Omorgus insignis
Omorgus insignis är en skalbaggsart som beskrevs av Haaf 1954. Omorgus insignis ingår i släktet Omorgus och familjen knotbaggar. Inga underarter finns listade i Catalogue of Life.